# Sci alpino ai XII Giochi olimpici invernali - Slalom speciale maschile
Tra le competizioni dello sci alpino ai XII Giochi olimpici invernali di Innsbruck 1976 lo slalom speciale maschile si disputò sabato 14 febbraio sulla pista di Axamer Lizum di Axams; gli italiani Piero Gros e Gustav Thöni vinsero rispettivamente la medaglia d'oro e quella d'argento e il liechtensteinese Willi Frommelt quella di bronzo, valide anche ai fini dei Campionati mondiali di sci alpino 1976.
Detentore uscente del titolo era lo spagnolo Francisco Fernández Ochoa, che aveva vinto la gara degli XI Giochi olimpici invernali di Sapporo 1972 disputata sul tracciato di Sapporo Teine precedendo Gustav Thöni (medaglia d'argento) e l'altro italiano Roland Thöni (medaglia di bronzo); il campione mondiale in carica era lo stesso Thöni, vincitore a Sankt Moritz 1974 davanti all'austriaco David Zwilling e a Fernández Ochoa.

## Risultati
| 1  | 11 | Piero Gros                  | Italia           | 1:01,23 | 5   | 1:02,06 | 1   | 2:03,29 |        |     |     |
| 2  | 8  | Gustav Thöni                | Italia           | 1:00,55 | 2   | 1:03,18 | 2   | 2:03,73 | +0,44  |     |     |
| 3  | 7  | Willi Frommelt              | Liechtenstein    | 0:59,98 | 1   | 1:04,30 | 4   | 2:04,28 | +0,99  |     |     |
| 4  | 1  | Walter Tresch               | Svizzera         | 1:01,34 | 6   | 1:03,92 | 3   | 2:05,26 | +1,97  |     |     |
| 5  | 2  | Christian Neureuther        | Germania Ovest   | 1:01,70 | 8   | 1:04,86 | 5   | 2:06,56 | +3,27  |     |     |
| 6  | 3  | Wolfgang Junginger          | Germania Ovest   | 1:00,95 | 3   | 1:06,13 | 11  | 2:07,08 | +3,79  |     |     |
| 7  | 6  | Alois Morgenstern           | Austria          | 1:01,61 | 7   | 1:05,57 | 8   | 2:07,18 | +3,89  |     |     |
| 8  | 17 | Peter Lüscher               | Svizzera         | 1:02,76 | 13  | 1:05,34 | 7   | 2:08,10 | +4,81  |     |     |
| 9  | 14 | Francisco Fernández Ochoa   | Spagna           | 1:02,35 | 10  | 1:06,00 | 10  | 2:08,35 | +5,06  |     |     |
| 10 | 9  | Andreas Wenzel              | Liechtenstein    | 1:02,51 | 12  | 1:06,22 | 12  | 2:08,73 | +5,44  |     |     |
| 11 | 27 | Jan Bachleda                | Polonia          | 1:03,76 | 20  | 1:05,05 | 6   | 2:08,81 | +5,52  |     |     |
| 12 | 26 | Stig Strand                 | Svezia           | 1:03,27 | 16  | 1:05,81 | 9   | 2:09,08 | +5,79  |     |     |
| 13 | 22 | Cary Adgate                 | Stati Uniti      | 1:03,06 | 14  | 1:06,47 | 13  | 2:09,53 | +6,24  |     |     |
| 14 | 16 | Miloslav Sochor             | Cecoslovacchia   | 1:03,11 | 15  | 1:06,50 | 14  | 2:09,61 | +6,32  |     |     |
| 15 | 36 | Albert Burger               | Germania Ovest   | 1:03,53 | 17  | 1:06,78 | 16  | 2:10,31 | +7,02  |     |     |
| 15 | 19 | Roland Roche                | Francia          | 1:03,38 | 19  | 1:06,93 | 15  | 2:10,31 | +7,02  |     |     |
| 17 | 48 | Torsten Jakobsson           | Svezia           | 1:04,21 | 21  | 1:07,03 | 18  | 2:11,24 | +7,95  |     |     |
| 18 | 21 | Phil Mahre                  | Stati Uniti      | 1:04,80 | 22  | 1:06,97 | 17  | 2:11,77 | +8,48  |     |     |
| 19 | 35 | Greg Jones                  | Stati Uniti      | 1:05,05 | 24  | 1:07,66 | 19  | 2:12,71 | +9,42  |     |     |
| 20 | 45 | Sepp Ferstl                 | Germania Ovest   | 1:06,32 | 29  | 1:08,02 | 20  | 2:14,34 | +11,05 |     |     |
| 21 | 29 | Roman Dereziński            | Polonia          | 1:04,93 | 23  | 1:09,80 | 22  | 2:14,73 | +11,44 |     |     |
| 22 | 39 | Anton Steiner               | Austria          | 1:06,02 | 27  | 1:08,88 | 21  | 2:14,90 | +11,61 |     |     |
| 23 | 32 | Jim Hunter                  | Canada           | 1:06,26 | 28  | 1:10,80 | 27  | 2:17,06 | +13,77 |     |     |
| 24 | 75 | Sigurður Jónsson            | Islanda          | 1:07,28 | 32  | 1:10,06 | 23  | 2:17,34 | +14,05 |     |     |
| 25 | 49 | Vladimir Andreev            | Unione Sovietica | 1:07,01 | 31  | 1:10,55 | 26  | 2:17,56 | +14,27 |     |     |
| 26 | 40 | Erik Håker                  | Norvegia         | 1:06,77 | 30  | 1:11,09 | 29  | 2:17,86 | +14,57 |     |     |
| 27 | 64 | Robert Safrata              | Canada           | 1:07,63 | 33  | 1:10,35 | 25  | 2:17,98 | +14,69 |     |     |
| 28 | 67 | Ivan Penev                  | Bulgaria         | 1:07,94 | 35  | 1:10,25 | 24  | 2:18,19 | +14,90 |     |     |
| 29 | 59 | Sumihiro Tomii              | Giappone         | 1:07,69 | 34  | 1:10,98 | 28  | 2:18,67 | +15,38 |     |     |
| 30 | 53 | Ion Cavași                  | Romania          | 1:08,59 | 36  | 1:12,73 | 30  | 2:21,32 | +18,03 |     |     |
| 31 | 62 | Andrej Koželj               | Jugoslavia       | 1:09,50 | 37  | 1:14,16 | 32  | 2:23,66 | +20,37 |     |     |
| 32 | 69 | Haukur Jóhannsson           | Islanda          | 1:10,89 | 40  | 1:13,16 | 31  | 2:24,05 | +20,76 |     |     |
| 33 | 57 | José Luis Koifman           | Cile             | 1:10,70 | 38  | 1:16,87 | 33  | 2:27,57 | +24,28 |     |     |
| 34 | 58 | Dan Cristea                 | Romania          | 1:10,70 | 39  | 1:16,87 | 35  | 2:27,57 | +24,28 |     |     |
| 35 | 79 | Stuart Blakely              | Nuova Zelanda    | 1:13,17 | 41  | 1:15,60 | 34  | 2:28,77 | +25,48 |     |     |
| 36 | 95 | Brett Kendall               | Nuova Zelanda    | 1:18,12 | 42  | 1:20,26 | 36  | 2:38,38 | +35,09 |     |     |
| 37 | 94 | Ersin Ayrıksa               | Turchia          | 1:22,60 | 43  | 1:29,18 | 37  | 2:51,78 | +48,49 |     |     |
| 38 | 80 | Carlos Font                 | Andorra          | 1:24,98 | 44  | 1:31,54 | 38  | 2:56,52 | +53,23 |     |     |
|    | 4  | Franco Bieler               | Italia           | 1:01,04 | 4   | DNF     | DNF | DNF     | DNF    | DNF | DNF |
|    | 5  | Ingemar Stenmark            | Svezia           | 1:02,34 | 9   | DNF     | DNF | DNF     | DNF    | DNF | DNF |
|    | 18 | Masami Ichimura             | Giappone         | 1:02,35 | 10  | DNF     | DNF | DNF     | DNF    | DNF | DNF |
|    | 30 | Gérard Bonnevie             | Francia          | 1:03,51 | 18  | DNF     | DNF | DNF     | DNF    | DNF | DNF |
|    | 43 | Gudmund Söderin             | Svezia           | 1:05,60 | 25  | DNF     | DNF | DNF     | DNF    | DNF | DNF |
|    | 46 | Juan Angel Olivieri         | Argentina        | 1:05,90 | 26  | DNF     | DNF | DNF     | DNF    | DNF | DNF |
|    | 47 | Sašo Dikov                  | Bulgaria         | ?       | ?   | DNF     | DNF | DNF     | DNF    | DNF | DNF |
|    | 56 | Stuart Fitzsimmons          | Gran Bretagna    | ?       | ?   | DNF     | DNF | DNF     | DNF    | DNF | DNF |
|    | 61 | Carlos Alberto Martínez     | Argentina        | ?       | ?   | DNF     | DNF | DNF     | DNF    | DNF | DNF |
|    | 84 | Mohammad Kalhor             | Iran             | ?       | ?   | DNS     | DNS | DNS     | DNS    | DNS | DNS |
|    | 10 | Geoff Bruce                 | Stati Uniti      | DNF     | DNF | DNF     | DNF | DNF     | DNF    | DNF | DNF |
|    | 12 | Fausto Radici               | Italia           | DNF     | DNF | DNF     | DNF | DNF     | DNF    | DNF | DNF |
|    | 13 | Hansi Hinterseer            | Austria          | DNF     | DNF | DNF     | DNF | DNF     | DNF    | DNF | DNF |
|    | 15 | Claude Perrot               | Francia          | DNF     | DNF | DNF     | DNF | DNF     | DNF    | DNF | DNF |
|    | 20 | Philippe Hardy              | Francia          | DNF     | DNF | DNF     | DNF | DNF     | DNF    | DNF | DNF |
|    | 23 | Ernst Good                  | Svizzera         | DNF     | DNF | DNF     | DNF | DNF     | DNF    | DNF | DNF |
|    | 24 | Heini Hemmi                 | Svizzera         | DNF     | DNF | DNF     | DNF | DNF     | DNF    | DNF | DNF |
|    | 25 | Odd Sørli                   | Norvegia         | DNF     | DNF | DNF     | DNF | DNF     | DNF    | DNF | DNF |
|    | 28 | Bohumír Zeman               | Cecoslovacchia   | DNF     | DNF | DNF     | DNF | DNF     | DNF    | DNF | DNF |
|    | 33 | Bojan Križaj                | Jugoslavia       | DNF     | DNF | DNF     | DNF | DNF     | DNF    | DNF | DNF |
|    | 34 | Haruhisa Chiba              | Giappone         | DNF     | DNF | DNF     | DNF | DNF     | DNF    | DNF | DNF |
|    | 37 | Luis Rosenkjer              | Argentina        | DNF     | DNF | DNF     | DNF | DNF     | DNF    | DNF | DNF |
|    | 38 | Jorge García                | Spagna           | DNF     | DNF | DNF     | DNF | DNF     | DNF    | DNF | DNF |
|    | 41 | Dave Murray                 | Canada           | DNF     | DNF | DNF     | DNF | DNF     | DNF    | DNF | DNF |
|    | 42 | Juan Manuel Fernández Ochoa | Spagna           | DNF     | DNF | DNF     | DNF | DNF     | DNF    | DNF | DNF |
|    | 44 | Miran Gašperšič             | Jugoslavia       | DNF     | DNF | DNF     | DNF | DNF     | DNF    | DNF | DNF |
|    | 50 | Roberto Koifman             | Cile             | DNF     | DNF | DNF     | DNF | DNF     | DNF    | DNF | DNF |
|    | 51 | Antoni Naudi                | Andorra          | DNF     | DNF | DNF     | DNF | DNF     | DNF    | DNF | DNF |
|    | 52 | Peter Fuchs                 | Gran Bretagna    | DNF     | DNF | DNF     | DNF | DNF     | DNF    | DNF | DNF |
|    | 54 | Mikio Katagiri              | Giappone         | DNF     | DNF | DNF     | DNF | DNF     | DNF    | DNF | DNF |
|    | 55 | Georgi Kočov                | Bulgaria         | DNF     | DNF | DNF     | DNF | DNF     | DNF    | DNF | DNF |
|    | 60 | Ken Read                    | Canada           | DNF     | DNF | DNF     | DNF | DNF     | DNF    | DNF | DNF |
|    | 65 | Jaime Ros                   | Spagna           | DNF     | DNF | DNF     | DNF | DNF     | DNF    | DNF | DNF |
|    | 68 | Konrad Bartelski            | Gran Bretagna    | DNF     | DNF | DNF     | DNF | DNF     | DNF    | DNF | DNF |
|    | 70 | Antoine Crespo              | Andorra          | DNF     | DNF | DNF     | DNF | DNF     | DNF    | DNF | DNF |
|    | 71 | Robert Blanchaer            | Belgio           | DNF     | DNF | DNF     | DNF | DNF     | DNF    | DNF | DNF |
|    | 72 | Federico García             | Cile             | DNF     | DNF | DNF     | DNF | DNF     | DNF    | DNF | DNF |
|    | 73 | Didier Xhaet                | Belgio           | DNF     | DNF | DNF     | DNF | DNF     | DNF    | DNF | DNF |
|    | 74 | Ajdin Pašović               | Jugoslavia       | DNF     | DNF | DNF     | DNF | DNF     | DNF    | DNF | DNF |
|    | 76 | Rafael Cañas                | Cile             | DNF     | DNF | DNF     | DNF | DNF     | DNF    | DNF | DNF |
|    | 78 | Walter Dei Vecchi           | Argentina        | DNF     | DNF | DNF     | DNF | DNF     | DNF    | DNF | DNF |
|    | 81 | Tómas Leifsson              | Islanda          | DNF     | DNF | DNF     | DNF | DNF     | DNF    | DNF | DNF |
|    | 82 | Xavier Areny                | Andorra          | DNF     | DNF | DNF     | DNF | DNF     | DNF    | DNF | DNF |
|    | 83 | Gorban Ali Kalhor           | Iran             | DNF     | DNF | DNF     | DNF | DNF     | DNF    | DNF | DNF |
|    | 85 | Kim Clifford                | Australia        | DNF     | DNF | DNF     | DNF | DNF     | DNF    | DNF | DNF |
|    | 86 | Thomas Karadimas            | Grecia           | DNF     | DNF | DNF     | DNF | DNF     | DNF    | DNF | DNF |
|    | 88 | Robin Armstrong             | Nuova Zelanda    | DNF     | DNF | DNF     | DNF | DNF     | DNF    | DNF | DNF |
|    | 89 | Chen Yun-ming               | Taipei cinese    | DNF     | DNF | DNF     | DNF | DNF     | DNF    | DNF | DNF |
|    | 90 | Ahmet Kıbıl                 | Turchia          | DNF     | DNF | DNF     | DNF | DNF     | DNF    | DNF | DNF |
|    | 91 | Maurizio Battistini         | San Marino       | DNF     | DNF | DNF     | DNF | DNF     | DNF    | DNF | DNF |
|    | 92 | David Griff                 | Australia        | DNF     | DNF | DNF     | DNF | DNF     | DNF    | DNF | DNF |
|    | 96 | Murat Tosun                 | Turchia          | DNF     | DNF | DNF     | DNF | DNF     | DNF    | DNF | DNF |
|    | 97 | Spyros Theodorou            | Grecia           | DNF     | DNF | DNF     | DNF | DNF     | DNF    | DNF | DNF |
|    | 63 | Alan Stewart                | Gran Bretagna    | DSQ     | DSQ | DSQ     | DSQ | DSQ     | DSQ    | DSQ | DSQ |
|    | 87 | Mohammad Hadj Kia Shemshaki | Iran             | DSQ     | DSQ | DSQ     | DSQ | DSQ     | DSQ    | DSQ | DSQ |
|    | 93 | Akbar Kalili                | Iran             | DSQ     | DSQ | DSQ     | DSQ | DSQ     | DSQ    | DSQ | DSQ |
|    | 31 | Petăr Popangelov            | Bulgaria         | DNS     | DNS | DNS     | DNS | DNS     | DNS    | DNS | DNS |
|    | 66 | Rob McIntyre                | Australia        | DNS     | DNS | DNS     | DNS | DNS     | DNS    | DNS | DNS |
|    | 77 | Árni Óðinsson               | Islanda          | DNS     | DNS | DNS     | DNS | DNS     | DNS    | DNS | DNS |

Legenda:

DNF = prova non completata

DSQ = squalificato

DNS = non partito

Pos. = posizione

Pett. = pettorale
1ª manche:

Ore: 10.00 (UTC+1)

Pista: Axamer Lizum

Partenza: 1 830 m s.l.m.

Arrivo: 1 610 m s.l.m.

Dislivello: 220 m

Porte: 62

Tracciatore: Hias Leitner (Austria)
2ª manche:

Ore: 13.00 (UTC+1)

Pista: Axamer Lizum

Partenza: 1 830 m s.l.m.

Arrivo: 1 610 m s.l.m.

Dislivello: 220 m

Porte: 65

Tracciatore: Oreste Peccedi (Italia)